# Congreso Nacional para la Reconstrucción de Timor
El Congreso Nacional de Reconstrucción de Timor del Este (CNRT) (en portugués Congresso  Nacional de Reconstrução de Timor-Leste) es un partido político de Timor Oriental de ideología socialdemócrata fundado el 28 de marzo de 2007 por el expresidente Kay Rala Xanana Gusmão. Utiliza los colores azul, blanco y verde. Para diferenciarse de otros partidos ha decidido tomar el nombre de Congreso porque dice querer representar las "voces del pueblo" y Reconstrucción por el deterioro de la infraestructura y la unidad nacional. El presidente del partido es Xanana Gusmão y el secretario general es Dionisio da Costa Babo Soares.
Se presentó por primera vez a las elecciones parlamentarias del 30 de junio de 2007  consiguiendo el segundo lugar con el 22,3% de los votos sólo superado por el oficialista Frente Revolucionario de Timor Oriental Independiente (FRETILIN).